# Svarog
Svarog (starorusky Сварогъ či Соварогъ) je slovanský bůh nejasné funkce a významu. Je zmiňován pouze v jednom písemném pramenu se složitou interpretací a etymologie jeho jména je předmětem sporů, mohl být však spojován s kovářstvím, ustanovením monogamie a otcovstvím slunečního boha Dažboga a snad také Svarožice, který byl nejspíše bohem ohně. Nejčastěji je badateli interpretován jako nebeské a stvořitelské božstvo, odpovídají praindoevropskému *Djéusovi, jehož kult ustoupil do pozadí, případně jako sluneční nebo kovářsko-magické božstvo.

## Prameny
Jméno Svarog se objevuje pouze v jediném dobovém písemném pramenu, kterým je slovanský překlad pasáže díla Chronographia byzantského kronikáře Jana Malaly, který byl snad pořízen v 10. století v Bulharsku a který se dochoval pouze ve výtazích a fragmentech. Pasáž pojednávající o Svarogovi je dostupná ve dvou verzích, prvních z nich je rekonstruována, a to především na základě Vilenského chronografu, druhá je obsažena v takzvaném Pokračování pověsti dávných let obsaženém v Ipaťjevském rukopisu, jednom z rukopisů Pověsti dávných let, a je opisem z první verze. První z verzí dané pasáže vypráví o egyptských dějinách a o králi Feostovi, což je zkomolenina jména řeckého boha Héfaista, následující:
| „ | Toho Feosta nazývali bohem, neboť byl čaroděj a bojovník. Když se vydal do bitvy jeho kůň pod ním upadl a způsobil mu chromost. Za tohoto Feosta byl ženám ustanoven zákon vdávat se se za jednoho muže a chovat se zdrženlivě.(...) Když se ten Feost modlil jakousi tajnou modlitbou, spadly z nebes kleště ke kování železa a zbraní.(...) Po smrti tohoto Feosta, jehož též nazývají Svarogem, tu vládl Egypťanům jeho syn jménem Slunce, jehož nazývají Dažbog. | “ |

Podobně hovoří Ipaťjevský rukopis, tedy druhá verze, o Svarogovi jako o králi považovaném za boha, který zavedl kování zbraní, trestal krvesmilstvo a jehož synem byl Slunce-Dažbog, přičemž jednou namísto jména Svarog užívá jméno Sovarog.
Jiří Dynda upozorňuje na to že přes užití slovanského jména text ve skutečnosti hovoří o božstvu egyptském, pravděpodobně memfidském Ptahovi, jež bylo nejdříve Janem Malalou v rámci přiblížení řeckým čtenářům ztotožněno s Héfaistem a pak jeho překladateli se slovanským Svarogem. Svarog tak byl překladateli užit jako vhodný protějšek božstva o kterém pojednává původní text, ale detaily jež nám text přináší už jsou obsažené v původním textu a Svaroga se přímo netýkají, přesto však mohou naznačovat něco o jeho funkci.
Svarogovo jméno se objevuje i na keramice nalezené v bulharském Velikém Tarnově, která pochází ze 12.–14. století.
Mezi místní jména spojená se Svarogem mohou patřit například polský Swarożyn, Swarawa a Swarzędz, ruský Svaryz, Svaružovo a Svaryž, český Svařeň, Svaryšov či Svárkov nebo německý Schwerin. Podle Romana Jakobsona k nim mohou náležet i jména, která mohla vzniknout tabuizací: česká Tvarožná, polská Twarożna Góra nebo rakouská Tbaraschitzberg.

## Hypotézy
Interpretace Svaroga je komplikována nejasnostmi okolo toho, nakolik lze výše uvedený text vztahovat na toto slovanské božstvo. Text, z kterého Jan Malalas čerpal původně, totiž pojednával o božstvu egyptském, které bylo ztotožněno s Héfaistem, a následně Malalovymi slovanskými překladateli skrze „interpretatio slavica“ se Svarogem. Zůstává tedy otázkou, nakolik se Svarog podobal postavě, která se objevuje v Malalově textu, a na základě jakých a jak výrazných podobností došlo k jejich ztotožnění. Mezi badateli tak existují rozdíly ve výkladu původu Svarogova jména, jeho funkce i vztahu k bohům Dažbogovi a Svarožicovi.

### Etymologie
Mezi etymologie, kterými je vykládáno Svarogovo jméno, patří například:
- Aleksander Brückner vykládal jméno z praslovanského *svarъ „svár, hádka, boj“ a uvažoval o symbolické souvislosti mezi Svarogovým ohněm a spory a mezi ohněm a Svarogovým hněvem na ty, kteří porušují jeho zákony.[1][3] Podobně vyložil jméno Kazimierz Moszyński: jako „hněvající se oheň či bůh“.[4]
- Jiří Dynda vykládá jméno z homonymního praslovanského *svarъ „svařit něco dohromady“[1]
- další badatelé spojují jméno s výrazy odvozenými od praindoevropského výrazu pro slunce, které se ozývá například v sanskrtském svar „Slunce, světlo, nebe“ a ve svarga – označení jednoho z nebeských světů. Stanisław Urbańczyk jej spojil s avestánským chvar „Slunce“ a chvarena „záře, sláva“, podle Michala Téry jméno vzniklo pod vlivem íránských Sarmatů.[1][5][3]

### Dažbog a Svarožic

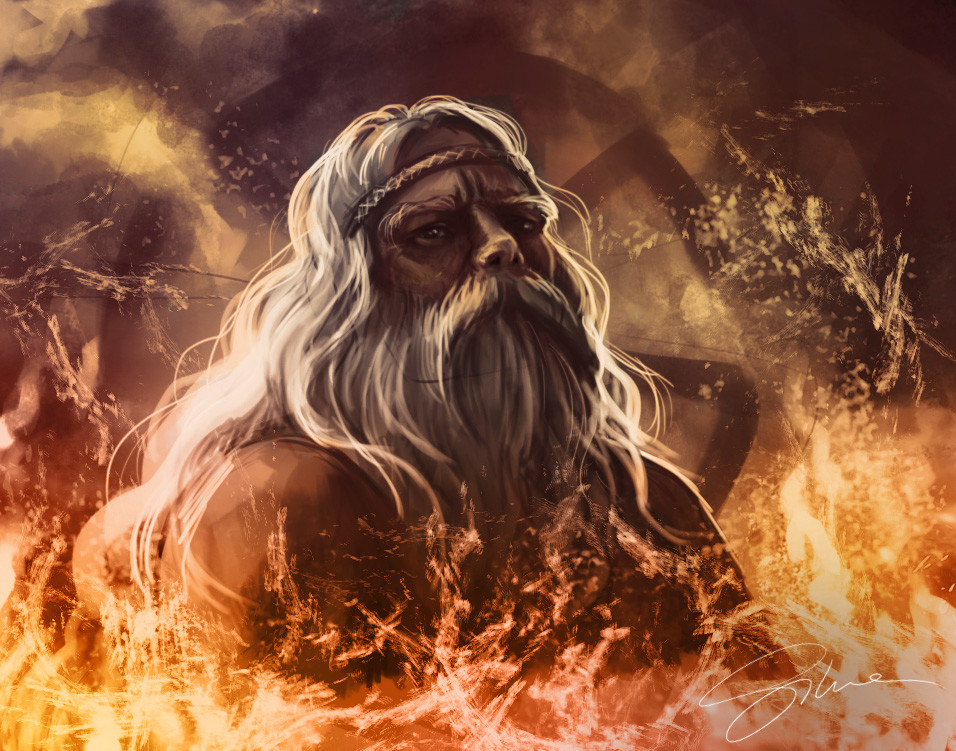
Svarog od Dominika Sikory (2016)

Předmětem diskusí je Svarogův vztah k dalším dvěma slovanským božstvům: Dažbogovi a Svarožicovi. První je většinou badatelů pokládán za jeho syna a totéž platí o Svarožicovi, jehož jméno je zpravidla, například Michalem Térou, Zdeňkem Váňou či Jiřím Dyndou, vykládáno jako patronymikum, tedy jako „syn Svarogův”. Situace je navíc komplikována faktem, že Svarožic je kromě staroruských kázání zmiňován i v prostředí Polabských Slovanů – jako hlavní božstvo kmene Ratarů, přičemž tento Svarožic je navíc někdy ztotožňován s Radegastem. Není také jasné, zda jsou Dažbog a Svarožic dvěma božstvy, či jedním, k první možnosti se přiklání například Téra nebo Dynda, k druhé Váňa.
Menší část badatelů namísto toho považuje toto jméno za zdrobnělinu, například podle Aleksandra Brücknera znamená jméno Svarožic „malý Svarog“, a obě božstva jsou tak totožná. Zároveň považuje za božstvo totožné se Svarogem také Dažboga, ale navíc i polabské bohy Radegasta, Svantovíta, Jarovíta a Triglava. Ve všech případech se podle něj jedná o lokální jména nejvyššího slovanského boha – Svaroga. Aleksander Gieysztor se k této otázce vyjadřuje tak, že možné jsou obě možnosti vzniku Svarožicova jména, a ke vzájemnému vztahu Svaroga, Svarožice a Dažboga se vyjadřuje nejasně.

### Nebeské božstvo
Svarog bývá na základě solární a nebeské etymologie často vykládán jako nebeské stvořitelské božstvo, jehož úloha v mytologii u kultu byla upozaděna, tedy jako dědic hypotetického praindoevropského božstva, jehož rekonstruované jméno je *Djéus. V takovém případě by odpovídal božstvům jako védský Djaus nebo baltský Dievas, ale také řecký Zeus nebo římský Jupiter – poslední dvě zmiňovaná božstva však přijala atributy hromovládce a zaujala v daných panteonech přední úlohu.
V tomto duchu vykládá Svaroga například Michal Téra, který je přirovnává k védskému Djausovi, který je v některých podáních otcem boha ohně Agniho a slunečního boha Súrji. Jeho jméno považuje pravděpodobně za vzniklé pod vlivem íránského národa Sarmatů, stejně jako v případě jmen bohů Chorse nebo Simargla. Spojuje jej také s bohatýrem Svjatogorem, jehož místo v bylinách přebírá Ilja, podle Téry dědic Peruna, který je popisován jako unavený a jehož tíhu nemůže nést zem, poslední motiv přirovnává k mytickému oddělení nebes od země, které je nutné uspořádání světa na jeho počátku. Kromě toho Svaroga přirovnává i k unavenému Bohu lidových legend, který vystupuje především v pověstech o stvoření světa prostřednictvím skoku do vody.
Henryk Łowmiański taktéž vyložil Svaroga jako nebeské božstvo, ale jeho ústup do pozadí umístil až do doby následující 6. století. V rámci své hypotézy o slovanském prototeismu či pramonoteismu se domníval že Slované znali v době své expanze pouze jedinou výraznou božskou postavu, tu měli západní Slované nazývat Svarog a východní Slované Perun. Poukazoval přitom na zmínku byzantského historika Prokopia z 6. století, podle které znali Slované jednoho či jediného boha – tvůrce blesků, a na zmínku Helmolda o jednom bohu na nebesích. Tuto hypotézu po něm převzal například Włodzimierz Szafrański a George Vernadsky. Łowmiańského hypotéze odporuje například Michal Téra, mimo jiné z důvodu, že upozadění nebeského božstva došlo pravděpodobně už v době indoevropské jednoty, tedy o několik tisíc let dříve.
Jako nebeské božstvo, které po stvoření světa odešlo do pozadí, vykládají Svaroga i Martin Pitro a Petr Vokáč, zároveň jej však chápou jako slunečního boha a nebeského kováře. Také jej srovnávají s litevským kulturním hrdinou Soviem a božským kovářem Teljavelim.

### Další hypotézy
Aleksander Gieysztor vyložil jako sluneční božstvo a společně s jeho syny jej přirovnal k védské triádě božstev ohně nebeského, tedy Slunce, atmosférického, tedy blesku, a pozemského: Súrja, Indra, Agni. Zároveň však považuje Dažboga a Svarožiče za identická božstva.
Jiří Dynda odmítá chápání Svaroga jako svrchovaného nebeského božstva či božstva typu deus otiousus a poukazuje na to, že v pramenech Svarog, respektive jeho předobraz, rysy takového božstva nenesou, kromě otcovství slunečního božstva, což považuje za druhotný rys. Namísto toho je přirovnává k postavě mága a bohatýra Volcha Vseslavjeviče z ruských bylin a stařeckými kováři, kteří v ruském folklóru vyrábí zbraně pro hrdiny a zároveň svaří dohromady vlasy mužů a žen – symbolicky je spojují v manželském svazku, mezi něž patří například slepý otec bohatýra Svjatogora.
Roman Jakobson spojil Svaroga s ptákem rarohem a stejnojmennou mytickou bytostí, která je spojována s ohněm a proměnou v ptáka či draka, jejichž protějšek shledal v jménu zarathuštrického jazaty Verethragny, jehož jméno je obdobou védského Vrtrahán, titulu Indry jako přemožitele démonického hada Vrtry.
Mikola Zubov se domnívá, že Svarog je pouhý učený výmysl odvozený překladateli od Svarožiče.